# Cristian Panin
Cristian Călin Panin (Arad, 1978. június 9. –) visszavonult román labdarúgó, aki hátvédként játszott. Jelenleg a CFR Cluj csapatmenedzsere.

## Pályafutása

### UTA Arad
Cristian Panin 1978. június 9-én született Aradon, Romániában. Profi karrierjét 1997-ben kezdte a helyi UTA csapatában, amely akkor a Liga II-ben szerepelt. Segítségével a csapat a 2001–02-es szezonban feljutott a Liga I-be, ahol 2002. augusztus 18-án debütált Ionuț Popa edző irányítása alatt a Național București elleni 2–1-es vereséggel zárult mérkőzésen. A szezon végére a "Bătrâna Doamnă" (Öreg Hölgy) a 16. helyen végzett, és visszaesett a Liga II-be, ahol Panin még egy szezont töltött, mielőtt távozott volna a csapattól, mivel Ilie Stan edző új játékosokat akart hozni a klubhoz.

### CFR Cluj
2004 nyarán Cristian Panin a frissen Liga I-be feljutott CFR Cluj-hoz (Kolozsvári CFR) igazolt, ahol a 2005-ös Intertotó-kupában 9 mérkőzésen lépett pályára. A csapat eljutott a döntőig. A 2007–08-as szezonban segített a CFR-nek megszerezni a bajnoki címet és a Román Kupát, ezek voltak a klub történetének első trófeái. Ioan Andone edző 28 bajnoki mérkőzésen számított rá, melyeken egy gólt szerzett. Összesen kilenc szezont töltött a "vasutasok" mezében, és bár számos játékos, köztük a svéd válogatott Mikael Dorsin is próbálta kiszorítani őt, továbbra is kulcsjátékos maradt. Hozzájárult a klub további két bajnoki címéhez a 2009–10-es és a 2011–12-es szezonban, előbbiben 29, utóbbiban 21 mérkőzésen szerepelve. Emellett segített a csapatnak megnyerni két Román Kupát és két Szuperkupát is.
Panin utolsó Liga I-es mérkőzését 2013. május 26-án játszotta, amely egy 3–3-as döntetlennel zárult az Astra Giurgiu ellen. Összesen 217 mérkőzésen lépett pályára a bajnokságban, és 5 gólt szerzett. Emellett 9 Bajnokok Ligája csoportkörös mérkőzésen is játszott, köztük a CFR történelmi, 2–1-es győzelmével zárult Stadio Olimpicóban rendezett AS Roma elleni találkozón, valamint 10 Európa-liga mérkőzésen is szerepelt.

### Aválogatottban
Cristian Panin két mérkőzésen lépett pályára a román válogatottban. Bemutatkozására 2008. november 19-én került sor, amikor Victor Pițurcă szövetségi kapitány a 25. percben becserélte George Ogăraru helyére a Grúzia elleni barátságos mérkőzésen, amelyet Románia 2–1-re megnyert. Második válogatott mérkőzése a 2010-es világbajnoki selejtezők során volt, amikor a román csapat 3–1-es győzelmet aratott a Feröer-szigetek ellen.

### Visszavonulása után
Miután 2013-ban visszavonult, Cristian Panin a CFR Cluj szakmai stábjához csatlakozott, ahol csapatmenedzserként tevékenykedik. Pályafutása során több klubon belüli feladatot is ellátott a stáb tagjaként.

## Eredményei
- CFR Cluj
  - Liga I (3): 2007–2008, 2009–2010, 2011–2012
  - Román Kupa (3): 2007–2008, 2008–2009, 2009–2010
  - Román Szuperkupa (2): 2009, 2010